# Cabalzarita
La cabalzarita és un mineral de la classe dels fosfats, que pertany al grup de la tsumcorita. Rep el seu nom en honor de Walter Cabalzar (1919-2007), mineralogista amateur suís, que va contribuir a la mineralogia del cantó de Graubünden. Va descobrir els minerals grischunita i geigerita a Falotta, la seva localitat favorita.

## Característiques
La cabalzarita és un fosfat de fórmula química Ca(Mg,Al,Fe3+)₂(AsO₄)₂(OH,H₂O)₂. Va ser aprovada com a espècie vàlida per l'Associació Mineralògica Internacional l'any 1997, i va ser publicada l'any 2000. Cristal·litza en el sistema monoclínic. La seva duresa a l'escala de Mohs és 5.
Segons la classificació de Nickel-Strunz, la cabalzaritza pertany a «08.CG - Fosfats sense anions addicionals, amb H₂O, amb cations de mida mitjana i gran, RO₄:H₂O = 1:1» juntament amb els següents minerals: cassidyita, col·linsita, fairfieldita, gaitita, messelita, parabrandtita, talmessita, hillita, brandtita, roselita, wendwilsonita, zincroselita, rruffita, ferrilotharmeyerita, lotharmeyerita, mawbyita, mounanaïta, thometzekita, tsumcorita, cobaltlotharmeyerita, krettnichita, cobalttsumcorita, nickellotharmeyerita, manganlotharmeyerita, schneebergita, nickelschneebergita, gartrellita, helmutwinklerita, zincgartrel·lita, rappoldita, fosfogartrel·lita, lukrahnita, pottsita i niqueltalmessita.

## Formació i jaciments
Va ser descoberta a la localitat de Falotta, a Tinizong, a la vall d'Albula (Grisons, Suïssa). També ha estat descrita a Aghbar, a la província d'Ouarzazate (Marroc), i a la mina Monte Nero, a la província de La Spezia (Itàlia).